# (13529) Yokaboshi
(13529) Yokaboshi est un astéroïde de la ceinture principale.

## Description
(13529) Yokaboshi est un astéroïde de la ceinture principale. Il fut découvert le 1er septembre 1991 à Geisei par Tsutomu Seki. Il présente une orbite caractérisée par un demi-grand axe de 2,24 UA, une excentricité de 0,10 et une inclinaison de 4,4° par rapport à l'écliptique.

## Compléments